# Деккер, Карл
Карл Деккер (нем. Karl Decker; 30 ноября 1897 — 21 апреля 1945) — немецкий офицер, участник Первой и Второй мировых войн, генерал танковых войск, кавалер Рыцарского креста с Дубовыми листьями и Мечами.

## Первая мировая война
3 августа 1914 года поступил добровольцем на военную службу, фанен-юнкером (кандидат в офицеры) в пехотный полк. С июля 1915 года — лейтенант. За время войны награждён Железными крестами обеих степеней и Ганзейским крестом.

## Между мировыми войнами
Продолжил службу в рейхсвере. В 1923—1936 годах — в кавалерии. К началу Второй мировой войны — командир противотанкового батальона, подполковник.

## Вторая мировая война
В сентябре-октябре 1939 года участвовал в Польской кампании, награждён планками к Железным крестам обеих степеней (повторное награждение).
С апреля 1940 года — командир танкового батальона. Участвовал в Греческой кампании в апреле-мае 1941 года (с 15 мая 1941 — командир танкового полка 2-й танковой дивизии), награждён Рыцарским крестом (№ 306).
С октября 1941 года — на Восточном фронте. Бои в районе Вязьмы, затем под Москвой, затем в районе Ржева. С февраля 1942 — полковник, в августе 1942 года награждён Золотым немецким крестом.
В феврале-марте 1943 года — в резерве фюрера, в апреле-июне 1943 года — в инспекции танковых войск. В июле-августе 1943 года — командир 21-й танковой бригады (бои на Курской дуге).
С сентября 1943 года — командир 5-й танковой дивизии. Бои в районе Брянска и Гомеля. С декабря 1943 года Деккер в звании генерал-майор. Весной 1944 — бои в районе Бобруйска, затем в районе Ковеля. В мае 1944 года награждён Дубовыми листьями (№ 466) к Рыцарскому кресту. С июня 1944 — генерал-лейтенант.
С октября 1944 года — командующий 39-м танковым корпусом. С декабря 1944 — в звании генерал танковых войск. В январе 1945 года корпус переведён на Западный фронт, в Арденны. В апреле 1945 года — в Рурском котле. 21 апреля 1945 года генерал танковых войск Деккер покончил с собой, чтобы не попасть в американский плен. 26 апреля 1945 — посмертно награждён Мечами (№ 149) к Рыцарскому кресту с Дубовыми листьями.